# Central hidroelèctrica

Esquema de funcionament d'una central hidroelèctrica

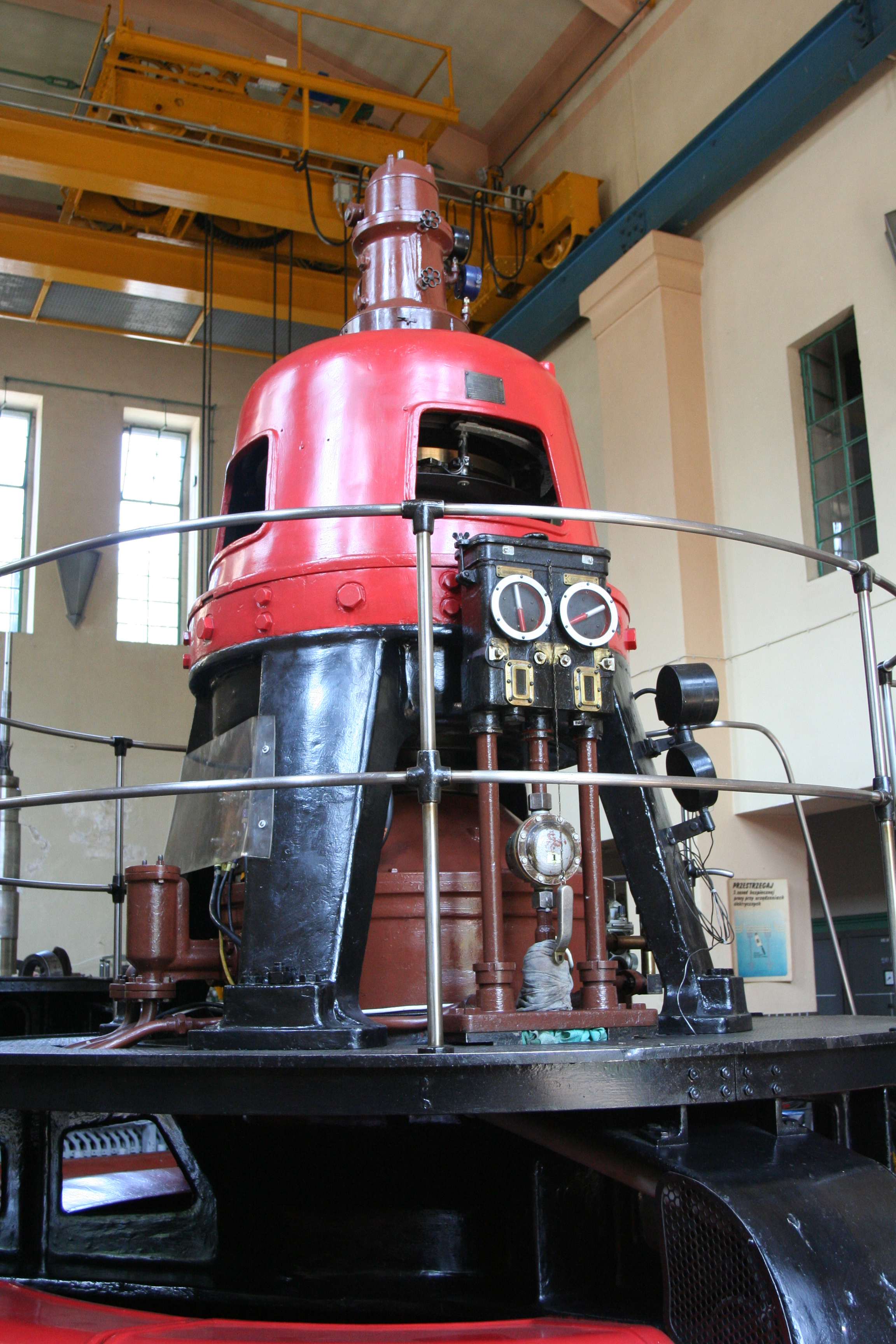
Turbina d'una central hidroelèctrica

Una central hidroelèctrica és una instal·lació dissenyada per a generar electricitat gràcies a l'aprofitament de l'energia potencial de l'aigua emmagatzemada en una presa situada a un nivell més alt que la central. L'aigua és conduïda mitjançant una canonada de descàrrega des de l'embassament fins a la sala de màquines de la central, on gràcies a una o diverses turbines hidràuliques es produeix la generació d'energia en alternadors.
Les dues característiques principals d'una central hidroelèctrica, des del punt de vista de la seva capacitat de generació d'electricitat són;
- La potència; que és funció del desnivell existent entre el nivell mitjà de l'embassament i el nivell mitjà de les aigües baixes de la central, del cabal màxim que hi pot circular i de les característiques de la turbina i del generador.
- L'energia garantida, en un lapse de temps determinat, generalment un any, que és funció del volum útil de l'embassament, i de la potència instal·lada.

La potència d'una central pot variar des d'uns pocs a uns milers de megawatts (MW). Fins a 30 MW es consideren minicentrals. La central hidroelèctrica major del món, fins a la data (2005), Itaipú, té una potència instal·lada de 14.000 MW, sumant les 20 turbines.

## Tipus de centrals hidroelèctriques
Des del punt de vista de la generació d'energia, les centrals hidroelèctriques en poden classificar en tres grups:
- Centrals hidràuliques, si generen més de deu megawatts de potència.
- Centrals minihidràuliques, si generen menys de deu megawatts de potència.
- Centrals microhidràuliques, quan generen menys d'un megawatt de potència.

Des del punt de vista de la seva concepció arquitectònica, les centrals poden ser classificades en: 
- Centrals a l'aire lliure, al peu de la presa, o relativament allunyades d'aquesta, i connectades per mitjà d'una canonada forçada.
- Centrals en caverna, generalment connectades a l'embassament per mitjà de túnels, canonades en pressió, o per la combinació d'ambdues.

Des del punt de vista de com utilitzen l'aigua per a la generació, es poden classificar en: 
- Centrals a fil d'aigua. També denominades centrals d'aigua fluent, utilitzen part del flux d'un riu per a generar energia elèctrica. Operen en forma contínua perquè no tenen capacitat per a emmagatzemar aigua, no disposen d'embassament. Turbinen l'aigua disponible en el moment, limitadament a la capacitat instal·lada. En aquests casos les turbines poden ser d'eix vertical, quan el riu té un pendent fort o horitzontal quan el pendent del riu és baixa.
- Centrals acoblades a un o més embassaments. És el tipus més freqüent de central hidroelèctrica. Utilitzen un embassament per a reservar aigua i anar graduant l'aigua que passa per la turbina. És possible generar energia durant tot l'any si es disposa de reserves suficients. Requereixen una inversió major.
- Centrals mareomotrius. Utilitzen el flux i reflux de les marees. Poden ser avantatjoses en zones costaneres on l'amplitud de la marea és àmplia i les condicions morfològiques de la costa permeten la construcció d'una presa que talla l'entrada i sortida de la marea en una badia. Es genera energia tant en el moment en què s'omple com en el moment en què es buida la badia.
- Centrals mareomotrius submergides. Utilitzen l'energia dels corrents submarins.
- Centrals que aprofiten el moviment de les ones. Aquest tipus de central és objecte d'investigació des de la dècada de 1980.

## Avantatges
- Econòmics. El principal avantatge de l'energia hidroelèctrica és l'eliminació del cost de combustible. El cost de funcionament d'una central hidroelèctrica és quasi immune als augments en els costos de combustibles fòssils, com el petroli, el gas natural o el carbó. El combustible no és necessari i no necessita ser importat. El cost de mà d'obra en general és baix, ja que les plantes estan automatitzades i tenen poc personal durant l'operació. Una central hidroelèctrica pot establir-se amb costos relativament baixos de construcció, proporcionant una útil font d'ingressos per compensar els costos d'operació de basa.
- Emissions de gasos d'hivernacle. Donat que no es consumeixen combustibles fòssils, les emissions de diòxid de carboni en la crema de combustibles no tenen lloc. Si més no, algunes emissions de CO₂ es produeixen durant la fabricació i la construcció del projecte. Es tracta d'una petita fracció d'operació equivalent a les emissions de combustibles fòssils durant la generació d'electricitat.
- Activitats connexes. Bases creades pels plans hidroelèctrics de vegades ofereixen facilitats pels esports aquàtics, convertint-se en atractius turístics en si mateixos. En alguns països la cria de peixos en bases és comuna. Dels usos múltiples de les preses per al reg instal·lat, pot recolzar l'establiment de cultiu relativament constant amb l'abast de l'aigua.

Les grans preses hidroelèctriques poden controlar inundacions, que d'una altra manera afecten a les persones que viuen properes a aquests projectes.

## Inconvenients
- Danys al medi ambient. Els projectes hidroelèctrics poden causar pertorbacions entorn dels ecosistemes aquàtics. Per exemple els estudis han demostrat que les preses al llarg de les costes de l'Atlàntic i del Pacífic d'Amèrica del Nord han reduït les poblacions de salmó.

La generació d'energia del riu, aigües avall, canvia el medi ambient. L'aigua surt d'una turbina, que conté generalment molt pocs sediments en suspensió, fet que pot ocasionar la pèrdua de riberes de riu. Donat que les turbines, a vegades, són en obert intermitent, s'observen fluctuacions en el cabal del riu.
També, el contingut d'oxigen dissolt en l'aigua, pot canviar les condiciones prèvies a la construcció. Depenent de la ubicació, l'aigua surt de les turbines molt més calenta que l'aigua anterior a la presa, això pot canviar les poblacions de fauna aquàtica, incloent espècies en perill d'extinció i evitar que la congelació dels processos naturals aparegui.
Alguns projectes hidroelèctrics també utilitzen canals per a desviar un riu a un menor gradient i augmentar el cap del sistema. En alguns casos, la totalitat del riu pot ser desviada deixant un feix de riu sec.
- Emissions de gasos d'hivernacle. Les basses de les centrals elèctriques en les regions tropicals poden produir importants quantitats de metà i de diòxid de carboni. Això és degut al material vegetal en les zones inundades en descomposició dintre d'un ambient anaeròbic, i a la formació de metà, un potent gas de l'efecte d'hivernacle. Les emissions de gas de la reserva podran ser superiors a les convencionals d'un petroli de plantes tèrmiques de generació.
- Trasllat de poblaments. Un altre desavantatge de les preses hidroelèctriques és la necessitat de tornar a ubicar a les persones que viuen al costat de les possibles preses. En molts casos, hi ha llocs on intervé un grau elevat d'espiritualitat i de cultura.
- Preses fallides. Els fracassos en presses poden provocar milers de morts, inundacions i persones sense llar. Les preses poden ser objecte de bombardeig enemic en temps de guerra, el sabotatge i el terrorisme. Les petites preses hidroelèctriques, perquè en cas de ser atacades causarien menys imconvenients o desperfectes, no són tant vulnerables a aquestes amenaces. La creació d'una presa situada en un lloc geològicament inadequat pot arribar a causar verdaders desastres.

## Comparació amb altres mètodes per produir energia
La hidroelectricitat no elimina les emissions de gasos en la combustió d'hidrocarburs, però tampoc els genera, inclusivament contaminants tals com el diòxid de sofre, l'òxid nítric, el monòxid de carboni, la pols i el mercuri del carbó. La hidroelectricitat evita també els perills de la mineria del carbó i els efectes indirectes de la salut per la combustió de carbó.
Comparada amb l'energia nuclear, la hidroelectricitat no produeix residus nuclears, no tenen els perills associats amb la mineria d'urani, ni amb les fugues nuclears. A diferència de l'urani, la hidroelectricitat és una font renovable d'energia.
Comparada amb l'energia eòlica, les centrals hidroelèctriques tenen un factor de càrrega més previsible. Si el projecte té un dipòsit d'emmagatzematge, pot ser utilitzat quan l'energia elèctrica sigui necessària. Les plantes hidroelèctriques poden ajustar-se a la demanda d'energia.

## Energia hidroelèctrica a Catalunya

### El procés d'electrificació a Catalunya
Durant tot el segle xx l'electricitat va ser un dels sectors bàsics del sistema energètic i un autèntic pilar de la industrialització moderna. La producció de l'energia ha pal·liat la crònica dependència energètica de l'economia catalana permetent un millor aprofitament dels recursos locals: primerament dels recursos hidràulics i el carbó, i més recentment encara que sigui en proporcions molt modestes, de la biomassa i la força del vent.
Des de la seva modesta arrancada en la novena dècada del segle xix, amb unes poques centrals productores, la seva potència de les quals rarament superava els 1.000 MW, la indústria de producció i distribució de fluids elèctrics ha tingut un creixement espectacular. En els començament del segle xxi la potència del parc de producció instal·lat a Catalunya rondava els 10.000 MW, dels quals aproximadament un terç correspon a les centrals nuclears i l'altre terç a les centrals alimentades de fuel o de gas. El terç restant es reparteix entre les centrals hidroelèctriques. Centrals tèrmiques de carbó, plantes d'autogeneració i cogeneració i parcs eòlics.
Les centrals hidroelèctriques se situen als Pirineus, als Prepirineus i en el curs inferior del riu Ebre on aprofiten els grans pantans de Mequinensa i Riba-roja.
El desenvolupament elèctric ha tingut un impacte territorial i paisatgístic durable. Els embassaments van inundar pausadament milers d'hectàrees en la vall del riu Noguera Pallaresa i després en el Noguera Ribagorçana, el Segre i l'Ebre.
En l'actualitat la superfície ocupada pels pantans dedicats a la producció d'energia elèctrica supera les 21.000 hectàrees (corresponent a una extensió superior a la comarca del Garraf).
El 1911 es van posar en marxa dues iniciatives empresarials d'una gran ambició i capacitat: el grup canadenc Barcelona Traction, Light and Power, constituït a Toronto el setembre del 1911, i la societat Energia Elèctrica de Catalunya, fundada el novembre del mateix any. L'objectiu d'aquestes empreses era idèntic. Van intentar desenvolupar a Catalunya el negoci elèctric a gran escala, aprofitant els recursos hidràulics del Pirineu. El primer moviment de la Barcelona Traction, una companyia liderada per l'enginyer nord-americà Frederick Stark Pearson, va ser l'adquisició de la Societat de Tranvies de Barcelona i de la Companyia Barcelonina d'Electricitat. D'aquesta sòlida posició van iniciar un ambiciós programa d'obres hidràuliques als Prepirineus. Les potents centrals hidroelèctriques de Seròs (del grup Barcelona Traction) i de Cabdella (que pertany a l'Energia Elèctrica de Catalunya) van entrar en servei el 1914.
En canvi, el segon cicle d'expansió hidràulica va començar en la dècada de 1950 i es va estendre fins al 1970. Es diferencia de l'anterior en un aspecte important: el protagonisme del capital públic en inversions hidràuliques. En efecte, una societat dependent del Instituto Nacional de Industria, l'Empresa Nacional Hidroelèctrica de la Ribagorçana (ENHER) que va ser fundada l'any 1946, serà l'encarregada de substituir la paràlisis inversora del sector privat. A aquesta companyia se li deuen les més ambicioses construccions hidràuliques durant els anys cinquanta i setanta. El seu àmbit d'actuació se cenyirà, en primer terme a la conca del riu Noguera Ribagorçana, sobre la qual construirà grans preses de les Escales (1955) i Canelles (1960). En la dècada del 1960 arribarà el torn de les obres més costoses i compromeses, situades en el curs inferior de l'Ebre. Es tracta d'enormes embassaments de Mequinensa (1966) i Riba-roja (1969), als quals la seva capacitat d'emmagatzemament conjunt supera els 1.700 hectòmetres cúbics. Les centrals de Mequinensa (312.000 kW) i Riba-roja (265.000 kW) van passar a ser les més potents de Catalunya.
En el 1951 tots els béns van ser adjudicats a una nova societat: Fuerzas Eléctricas de Cataluña (FECSA). Els projectes de FECSA es van centrar en la Vall d'Aran durant els anys 50. Allí van procedir a la construcció d'un conjunt de centrals de salt, amb una potència subministrada de 126.000 kW. Posteriorment, la mateixa companyia va iniciar l'aprofitament del riu Cardós (Pallars Sobirà) construint dos grans centrals a Llavorsí (1966) i Tavascan (1970). La mateixa comarca del Pallars Sobirà serà el principal focus d'activitat hidroelèctrica a Catalunya, amb l'edificació d'un conjunt de centrals hidràuliques entre les quals destaquen les d'Espot (1953), Sant Maurici (1954), la Torrassa (1955) i Esterri (1958).

#### Parc Nacional d'Aiguestortes i Estany de Sant Maurici (1954)
Encara que dins del Parc Nacional d'Aigüestortes no hi hagi cap central hidroelèctrica, s'utilitzen les seves aigües per a produir electricitat fora de l'àrea protegida. Amb aquesta finalitat, dins del parc existeixen grans canalitzacions soterrades.
Les centrals hidroelèctriques que utilitzen les aigües del parc són:
- Central hidroelèctrica de Sant Maurici a Espot, que aprofita les aigües de l'Estany de Sant Maurici.
- Central hidroelèctrica de Sallente-Estany Gento a La Torre de Cabdella, aprofita les aigües recollides per un gran xarxa de canals subterranis construïda a principis del segle xx. Aquesta xarxa de canals s'expandeix des dels estanys de Cubieso, Nariolo, Tort, Saburó, de Mar i altres més petits. La central de Sallente-Estany Gento, és de bombament, és a dir, pot bombar l'aigua des del llac inferior de Sallente fins al llac superior de Gento, per a poder absorbir part de la producció elèctrica de les centrals nuclears en les hores vall.
- Central hidroelèctrica de Caldes a la Vall de Boí, aprofita les aigües de la presa de Cavallers i del riu Sant Nicolau.